# 辛迪·基罗
艾西揚·辛西亞·基羅女爵士GNZM QSO DStJ（婚前姓 Simpson；1958年—）是紐西蘭學者、政策倡議者、現任紐西蘭總督，即紐西蘭君主之代表。
她於2007年擔任兒童專員時推動修改有關家暴法例，禁止家長體罰兒童，並獲通過。隨後基羅先後擔任梅西大學公共衛生學院院長、奧克蘭大學副校監、紐西蘭皇家學會行政總裁等職。2021年5月總理杰辛达·阿德恩宣布，紐西蘭女王伊莉莎白二世接納其提名，任命具有英、毛利混血血統的基羅擔任第22任總督；而她也是擔任總督職務的第一位具有毛利血統的女性，並且為史上第四位女性總督。她於同年10月19日與女王進行視訊會談，21日宣誓就職。

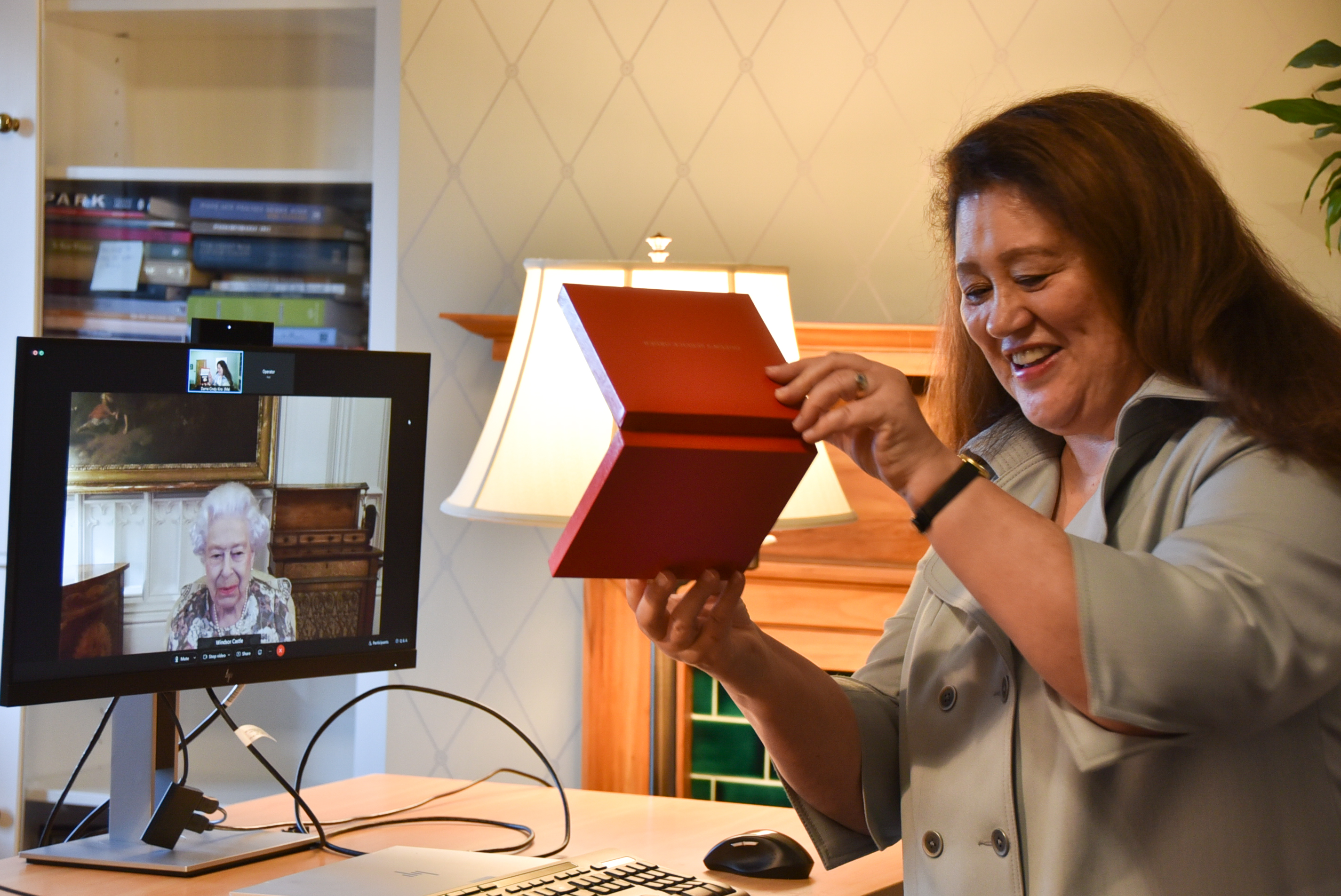
基羅與女王視訊會談，並展示獲頒的女王服務勳章